# La mordidita
«La mordidita» — песня Рики Мартина с участием Йотуэля. Входит в десятый студийный альбом Рики Мартина A Quien Quiera Escuchar (2015).
Кроме того, в апреле 2015 года песня вышла отдельным синглом. (Это был третий сингл с того альбома.)

## Композиция
Эта быстрая, ритмичная песня включает музыкальные элементы сальсы, кумбии и реггетона. Аллан Рейбл с Yahoo! также нашёл в ней «фламенковские двигательные импульсы и элементы современного электро и EDM’а». Маркус Флойд c сайта Renowned For Sound почувствовал в песне «атмосферу латинской вечеринки», характерную для других песен Рики Мартина. Кроме того, другие критики также нашли в оркестровке и ритмах влияние африканской и латинской музыки.
В бридже этой песни звучит футбольный чант.
Рэппер Йотуэль тоже принял участие, он читает в песне короткий рэп.
С точки зрения текста, «La mordidita», что переводится как «Укусик», рассказывает о страсти/похоти, которую певец чувствует к желанному человеку.